# Иванов, Дмитрий Дмитриевич (искусствовед)
Дми́трий Дми́триевич Ивано́в (17 (29) мая 1870, Рязанская губерния, Российская империя — 12 января 1930, Москва, СССР) — директор Оружейной палаты Московского кремля, писатель, лектор ВХУТЕМАСа.

## Биография
Родился 17 (29) мая 1870 года в семье потомственного дворянина, действительного статского советника Дмитрия Васильевича Иванова (1811—1885), который на протяжении 25 лет избирался почётным мировым судьёй Раненбурга. Местом его рождения было имение матери Любови Антоновны, урождённой Бистром (1839—1911) — Солнцево в Раненбургском уезде Рязанской губернии. Дед по материнской линии, Антон Антонович Бистром, участвовал в заграничном походе против Наполеона, а дед по отцовской линии, поручик Василий Семёнович Иванов, геройски погиб в войне против французов в составе Тульского ополчения.
В 1889 году с серебряной медалью окончил 5-ю Московскую гимназию. В 1893 году окончил с дипломом 1-й степени юридический факультет Московского университета. Начал службу в Московской судебной палате; в начале 1900-х годов был назначен товарищем председателя Санкт-Петербургского окружного суда. Затем был председателем Московского окружного суда; с 1 января 1914 года состоял в чине действительного статского советника и к 1917 году служил директором департамента Министерства юстиции. Был награждён орденами Св. Анны 2-й ст. (1908) и Св. Владимира 4-й ст. (1911).
В октябре 1918 года был назначен эмиссаром (представителем власти в провинции) Подотдела столичной охраны памятников искусства и старины Музейного отдела Наркомпроса. Заведующая музейным отделом Главнауки Наталья Ивановна Седова-Троцкая быстро оценила юридические знания Иванова и его кругозор в области музейного дела: ему была поручена опись дворянских усадеб. Иванов ездил по России, вывозил ценности Архангельского, имений Борятинских, Горчаковых и др.
Был назначен 11 января 1922 года экспертом Отдела музеев Главнауки Наркомпроса в Комиссии особо уполномоченного ВЦИК СНК по учёту и сосредоточению ценностей придворного ведомства, а после скоропостижной смерти Михаила Сергеевича Сергеева сменил его на должности заведующего Оружейной палатой — с 27 апреля 1922 года. В апреле 1924 года арестован по сфабрикованному делу и две недели находился в Бутырской тюрьме.
Считается, что 12 января 1930 года он добровольно ушёл из жизни — погиб в подмосковных Люберцах под колесами поезда, не желая мириться с расхищением культурного наследия России; в своей последней записке он написал: «не расхищал, не продавал, не торговал, не прятал Палатских ценностей». . Полагали самоубийство. Но в записи № 170 книги ЗАГСа Бауманского района стоит: «несчастный случай». Мотивы события неясны; следствие не велось. А на другой день после его гибели в Оружейной Палате состоялось крупнейшее изъятие 120 предметов представителем внешнеторговой конторы «Антиквариат». 
Старший научный сотрудник «Московского Кремля» Татьяна Алексеевна Тутова указывает:

Документы нашего архива, изобилующие бумагами, написанными рукой Д. Д. Иванова, запечатлели образ человека глубоко образованного, с обширной эрудицией, позволяющей тонко анализировать сложнейшие проблемы, приводя неопровержимые аналогии из мировой музейной практики; человека деятельного, одарённого, преданного музейному делу, исключительно честного и талантливого руководителя.
— Макеева С. Не расхищал, не продавал, не торговал, не прятал // Липецкая газета: Итоги недели. — 19 декабря 2011

## Семья
Женился на дочери сенатора Завадского Софии Владиславовне. Имел детей:
- Владислава (1902?—1920?)
- Кира (1904?—?)